# 格內姆河
格內姆河是俄羅斯的河流，屬於烏丘爾河的左支流，由薩哈共和國負責管轄，河道全長297公里，流域面積約15,100平方公里，河水主要來自融雪和雨水。